# Brasseries de Bourbon
Brasseries de Bourbon è un'azienda francese produttrice di birra, con sede nell'isola di Réunion.
Fondata nel 1962, il marchio dal 1986 appartiene al gruppo internazionale Heineken.

## Storia

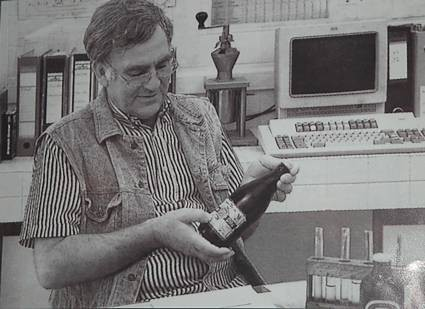
Gérard Avanzini nel 1963

Negli anni 60 la birra locale di qualità si trattava in modo artigianale. Un imprenditore locale, un certo M.V.K Stevenson, decise allora nel 1962 di fondare l'industria della birra. Con l'aiuto del fabbricante di birra principale Gérard Avanzini, con l'impianto e la strumentazione fornita dal fabbricante di birra tedesco Haase, elaborarono delle ricette nuove. Attraverso prove e dopo inizi difficili e in mancanza di manodopera qualificata, la prima Dodo (oggi chiamata Bière Bourbon), venne presa dai barili il 9 giugno 1963 e messa sul mercato in bottiglie di 75cl sotto la denominazione "Dodo-Pils".
Heineken acquisì l'industria della birra nel 1986, così approfittano allora di questo aiuto del gruppo e disponendo di nuove macchine più efficienti ebbero migliori rendimenti. Nel 1997 l'industria della birra è certificata ISO 9000 e per prepararsi del resto a ricevere il rilascio di attestati ISO 14000 per soddisfare norme più rigorose di tutela dell'ambiente.
Verso la metà dell'anno 2005, la Brasseries de Bourbon ha inaugurato a Saint-Denis, la Casa della birra Dodo, un museo che scommette sullo sviluppo del turismo industriale.
L'11 dicembre 2005, il Direttore generale ed il direttore finanziario dell'impresa sono seriamente feriti, da un ex dipendente congedato a fine anno del 2003 che desiderava vendicarsi. Il criminale è abbattuto dalla polizia la sera, mentre una delle sue vittime di nazionalità olandese muore per le ferite alcuni giorni più tardi.

## Organizzazione

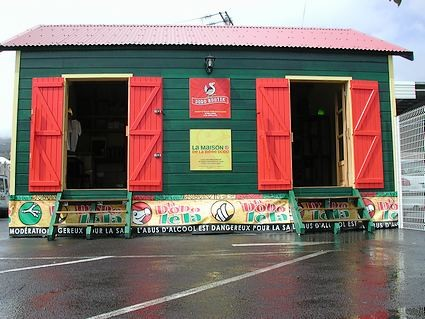
La casa della birra Dodo.jpg

La società è distribuita in 3 posti diversi:
- Quai Ouest sulle rive del fiume Saint-Denis: produzione e servizi amministrativi,
- Sainte-Marie Gillot: distribuzione del nord dell'isola e servizi commerciali,
- ZAC Mon Repos: distribuzione sud dell'isola.

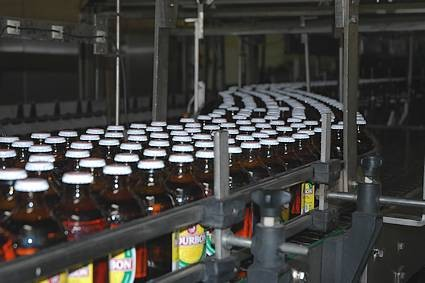
La produzione

## Prodotti

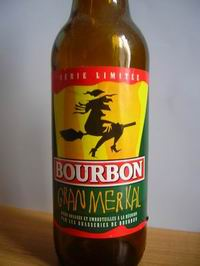
La birra Gran Merkal

- Bière Bourbon: il primo prodotto dell'industria della birra, la più venduta e conosciuta anche con il nome Dodo in riferimento al dodo, l'uccello oggi scomparso che appare sul logo. È una birra chiara, lager di tipo pils che ha il 5% di alcool.
- 974: è una birra rinfrescante e leggera. Possiede un abito marrone ed una schiuma fine. Il suo nome fa riferimento al numero del dipartimento dell'Isola. Ha il 5% di alcool.
- Blanche de Bourbon: birra molto fresca, leggermente aromatizzata di limone e arancio. Con la sua freschezza ed il suo gusto leggermente limonato, questa birra è considerata come una birra estiva. Condivide molti omonimi con molte personalità legate alla Maison de Bourbon (Casa di Bourbon). È un tipo di birra bianca, con il 5% di alcool.
- Bourbon la Rousse: birra più zuccherata della bianca di Bourbon, con un sapore molto amaro. È un tipo di birra rossa, con il 5% di alcool.
- Bourbon de Noël: Bbrra che somiglia alla Bourbon la Rousse, ma aromatizzata con il litchi. È trattata con un malto di tradizione inglese che gli dà un aroma particolare. È un tipo di birra rossa, con il 5% di alcool.
- Gran Merkal: birra prodotta in serie limitata. Poche informazioni sono disponibili su questa birra battezzata nell'onore del personaggio di Grand-mère Kalle (Nonna Kalle). Ha lo 0% di alcool.

## Prodotti per altri marchi
La Brasseries de Bourbon produce anche birre e bevande analcoliche per altre aziende, quali Guinness, Laurent-Perrier, Coca-Cola, Fanta, Minute Maid, Nestea, Sprite, Splash e Schweppes.